# Friedenspreis der Geschwister Korn und Gerstenmann-Stiftung
Der Friedenspreis der Geschwister Korn und Gerstenmann-Stiftung in Frankfurt am Main würdigt Völkerverständigung, literarische und journalistische Bemühungen um Versöhnung in Israel und der ganzen Welt. Er wird alle drei Jahre vergeben und ist heute mit 50.000 Euro dotiert.
Gestiftet haben ihn Abraham Korn und seine Schwester Rosa Gerstenmann im Jahr 1985 zum Gedenken an ihre im Konzentrationslager Majdanek ermordete Nichte Sarah Gerstenmann.

## Preisträger
- 2001 an den ehemaligen israelischen Regierungschef, Friedensnobelpreisträger und nachmaligen Staatspräsidenten Israels Schimon Peres (Dotierung 100.000 DM)[1]
- 2003 an den israelischen Schriftsteller Amos Oz (Dotierung 40.000 Euro)[1]
- 2006 an Daniel Barenboim, argentinisch-israelischer Pianist und Dirigent russischer Abstammung, mit Edward Said, als Gründer des 1999 begründeten West-Eastern Divan Orchestra[1]
- 2009 an den Palästinenser Sari Nusseibeh und den Israeli Itamar Rabinovich, ehemaliger israelischer Botschafter in den USA (1992–1995) und Chefunterhändler in den Friedensverhandlungen mit Syrien (Dotierung: je 40.000 Euro)[2][1]
- 2012 an Avi Primor, früherer Botschafter Israels in der Bundesrepublik Deutschland[1]
- 2015 an Tom Segev, israelischer Historiker und Journalist[1]
- 2018 an die israelische Schriftstellerin Lizzie Doron und die deutsche Schriftstellerin und Übersetzerin Mirjam Pressler[3]
- 2021 an den in Israel geborenen deutschen Autor und Historiker Joseph Croitoru für sein literarisches Wirken für Frieden in Israel und der Welt
- 2024 an Natan Sznaider für sein „literarisches Wirken für den Frieden in Israel und in der Welt“[4]